# Valva (Italia)
Valva è un comune italiano di 1 534 abitanti della provincia di Salerno in Campania.

## Geografia fisica

### Territorio
Centro agricolo dell'alta valle del Sele, situato sul versante sinistro, quello dell'Appennino Lucano, ai piedi delle scoscese pendici rocciose del Monte Eremita (1579 m) e del Monte Marzano (1527 m).
- Classificazione sismica: zona 1 (sismicità alta), Ordinanza PCM. 3274 del 20/03/2003

### Clima
La stazione meteorologica più vicina è quella di Contursi Terme. In base alla media trentennale di riferimento 1961-1990, la temperatura media del mese più freddo, gennaio, si attesta a +6,9 °C; quella del mese più caldo, luglio, è di +24,5 °C
- Classificazione climatica: zona E, 2102 GG

## Storia
Fu costruita nei pressi del luogo dove sorgeva una fiorente città, dello stesso nome, al tempo dell'impero romano.
Gli abitanti della città romana, per le invasioni barbariche, abbandonarono le loro case e costruirono più in alto sul monte un nuovo borgo fondando così Valva Vecchia della quale restano ancora le rovine. In epoca più recente fu ricostruito nuovamente a valle il borgo; in epoca normanna era chiamato Balba ed era in possesso di signori locali.
Dal 1811 al 1860 ha fatto parte del circondario di Laviano, appartenente al distretto di Campagna del regno delle Due Sicilie.
Dal 1860 al 1927, durante il regno d'Italia ha fatto parte del mandamento di Laviano, appartenente al circondario di Campagna.

### Simboli
Il gonfalone è costituito da un drappo di azzurro.

## Monumenti e luoghi d'interesse

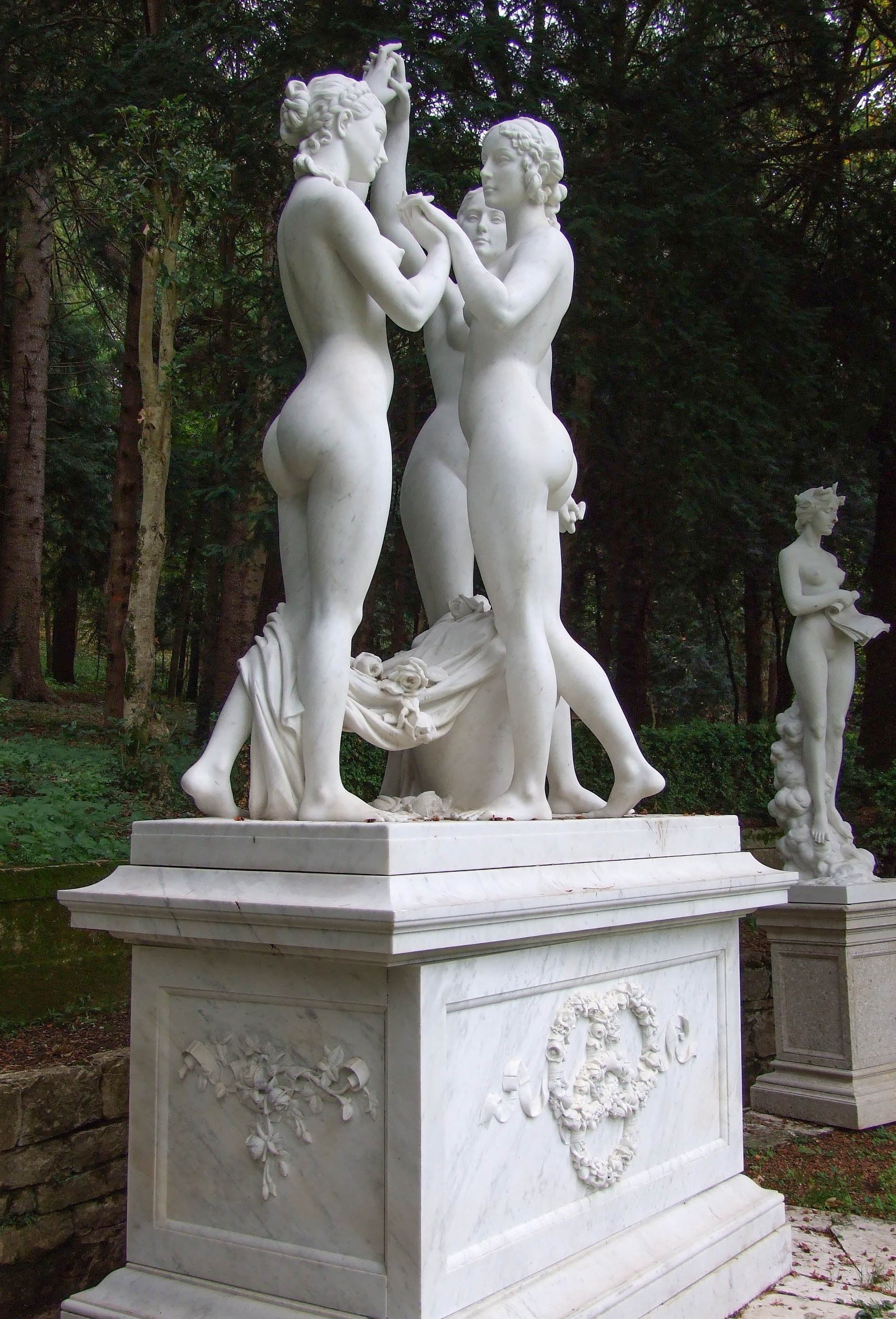
Statua delle Tre Grazie nel parco di Villa D'Ayala

- Chiesa Madre: dedicata a san Giacomo apostolo. Con pianta a tre navate, risale al XVIII secolo. Sulla facciata si aprono tre ingressi con portali barocchi, l'altare maggiore, in marmo, è di pregevole fattura.
- Cappella di Sant'Antonio: nei pressi di piazza Vittorio Emanuele, la chiesa settecentesca ha un ingresso molto piccolo con un bel portale in pietra.
- Cappella della Madonna degli Angeli: ha una struttura molto semplice, a navata unica, nell'abside è collocato uno splendido affresco di epoca rinascimentale rappresentante la Beata Vergine con il Bambino, con alle spalle due angeli.
- Villa D'Ayala: Parco di 17 ettari circa, finemente abbellito da statue, all'interno del quale sorge un castello, anni fa abitazione della famiglia d'Ayala-Valva, dove crebbe Giacinto Scelsi, figlio di Donna Giovanna d'Ayala Valva. Attualmente è proprietà del Sovrano Militare Ordine di Malta. Notevoli sono i suoi giardini, adornati di fiori per tutto l'anno. Tali giardini occupano il settimo posto nella classifica dei giardini più belli d'Italia[senza fonte] dopo i giardini di Villa Durazzo, che occupano il primo posto.
- Centro Storico.
- Monumento al Milite Ignoto
- Valva Vecchia

## Società

### Evoluzione demografica
Abitanti censiti

### Etnie e minoranze straniere
Al 31 dicembre 2007 a Valva risultavano residenti 35 cittadini stranieri. La principale nazionalità presente era quella romena (20 unità).

### Religione
La maggioranza della popolazione è di religione cristiana di rito cattolico; il comune appartiene alla forania di Colliano dell'arcidiocesi di Salerno-Campagna-Acerno, comprendente una parrocchia:
- San Giacomo Apostolo

L'altra confessione cristiana presente è quella Protestante con una comunità:
- Chiese Pentecostale Chiese Evangeliche nella Valle del Sele,

## Geografia antropica

### Frazioni
Lo statuto comunale di Valva non menziona alcuna frazione. In base al 14º Censimento Generale della Popolazione e delle Abitazioni, le località abitate sono:
- Ortelle, 32 abitanti, 420 m s.l.m.
- Madonnella, 31 abitanti, 512 m s.l.m.;
- Serra Casigliano, 26 abitanti, 375 m s.l.m.;

## Economia

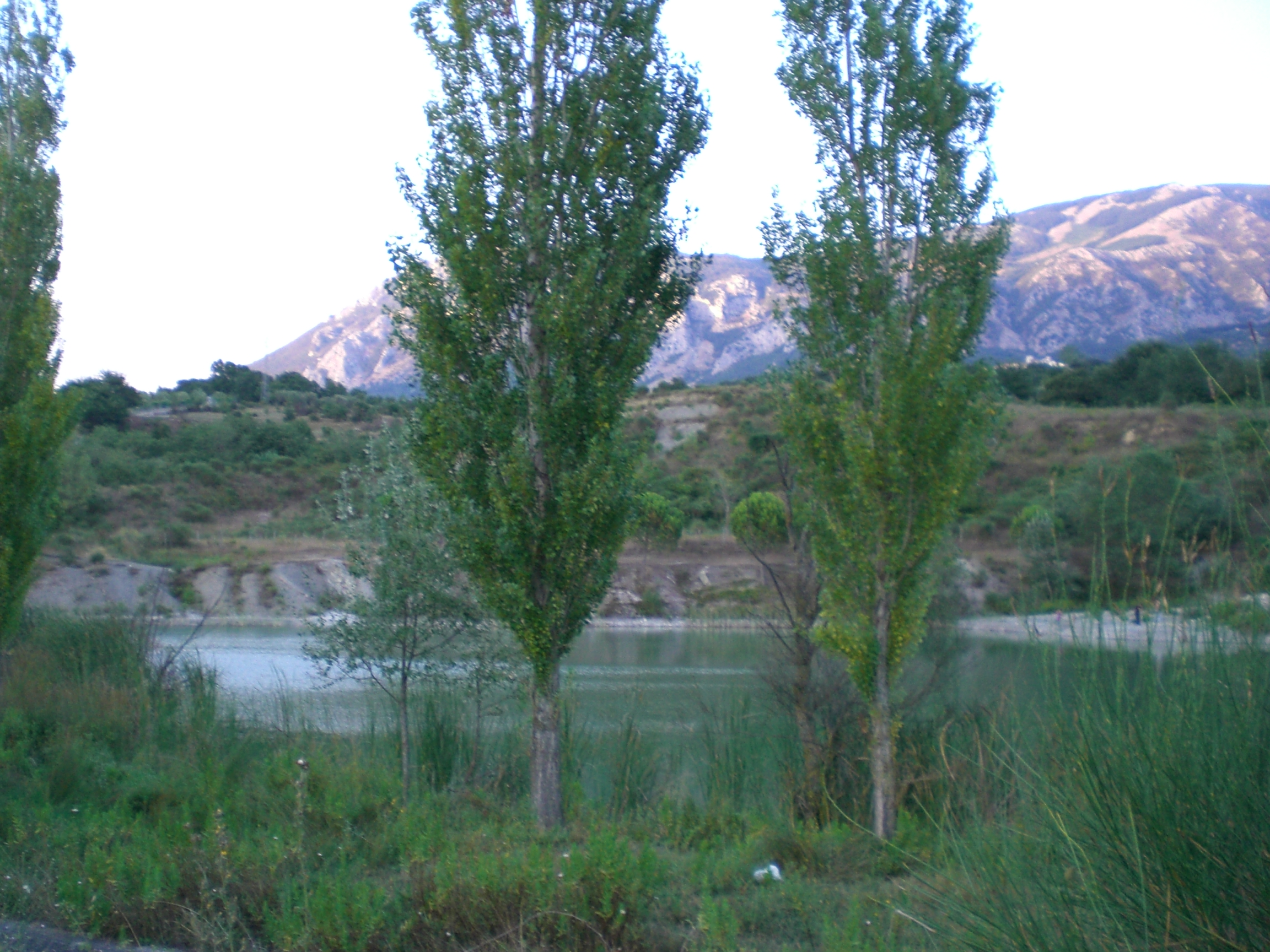
Il laghetto di Valva

L'agricoltura dà frumento, foraggi, olive e ortaggi. Sviluppato è l'allevamento di bovini, suini e ovini. Attivi la silvicoltura e il commercio del bestiame. Vi sono anche alcune piccole industrie olearie e attività artigiane di vario tipo.

## Infrastrutture e trasporti

### Strade
- Strada provinciale 9/b Cimitero di Oliveto Citra-Ponte Oliveto-Valva-Ponte Temete I.
- Strada provinciale 32 Ponte Maiale-Colliano-Valva.
- Strada provinciale 408 Valva-Confine provincia di Avellino (Quaglietta).

### Mobilità urbana
La mobilità è affidata, per quanto riguarda i trasporti extraurbani, alla società Sita Sud.

## Amministrazione

### Altre informazioni amministrative
Il comune fa parte della Comunità montana Tanagro - Alto e Medio Sele.
Le competenze in materia di difesa del suolo sono delegate dalla Campania all'Autorità di bacino interregionale del fiume Sele.

## Sport

### Impianti sportivi
- Stadio Comunale San Biagio[11]
- Campetto (Calcio a 5, Pallavolo e Tennis)
- Oratorio Parrocchiale "S. Arciso" (Ping pong, Calcio Balilla, Scacchi, Dama...)